# Morfran
Morfran fab Tegid ['morvran vaːb 'tegid] ist in der Walisischen Mythologie der Name einer Sagengestalt.

## Mythologie

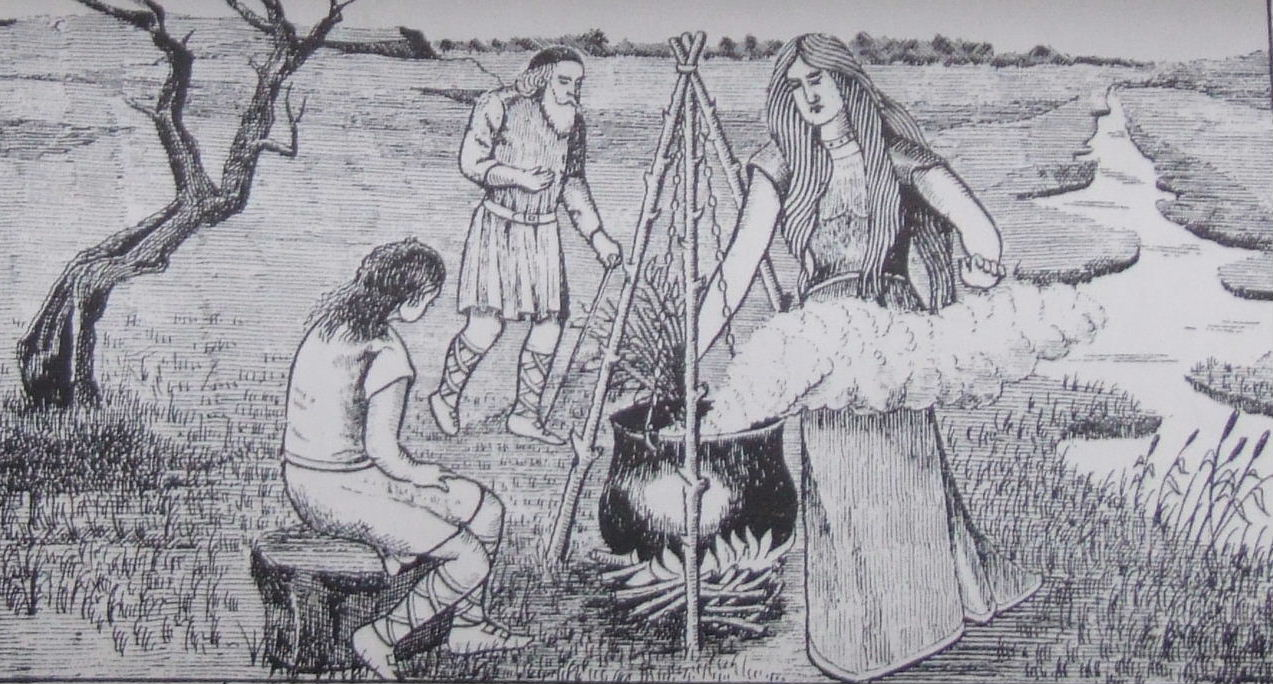
Gwion Bach, Tegid Foel und Ceridwen

In der Erzählung Hanes Taliesin („Die Geschichte Taliesins“) ist Morfran der sehr hässliche Sohn von Tegid Foel und der Zauberin Ceridwen und der Bruder der wunderschönen Creirwy. Um ihm Weisheit und Schönheit zu verschaffen, braut seine Mutter ein Jahr lang einen Zaubertrank. Den Kessel bewacht ihr kleiner Diener Gwion Bach, der sich dabei am Finger verbrennt. Er leckt die Wunde ab und schluckt dabei drei Tropfen, die ihm die Gabe der Dichtkunst verleihen. Da der Trank nun unwirksam ist, hilft er Morfran nicht mehr.
In Breuddwyd Rhonabwy („Rhonabwys Traum“) wird Morfran als Ratgeber am Hofe von König Artus erwähnt, in Mal y kavas Kulhwch Olwen („Wie Kulhwch Olwen errungen hat“) wird erzählt, dass er in der Schlacht von Camlann, in der Artus fiel, unverletzt geblieben sei, weil man ihn wegen seiner Hässlichkeit für einen Teufel gehalten habe. Als seine Gattin wird manchmal Gwrach genannt.
Als Afaggdu  wird manchmal sein Bruder genannt, der der eigentliche Hässliche gewesen sein soll, der walisische Sprachforscher Ifor Williams (* 1881, † 1965) sieht allerdings hier nur eine Person, nämlich Morfran/Afaggdu.